# Amondans
Amondans est une commune française située dans le département du Doubs, la région culturelle et historique de Franche-Comté et la région administrative Bourgogne-Franche-Comté.

## Géographie
Le village est idéalement situé sur un promontoire orienté vers l'Ouest qui domine, d'un côté, la vallée du ruisseau de Malans, de l'autre, la vallée de la Loue.

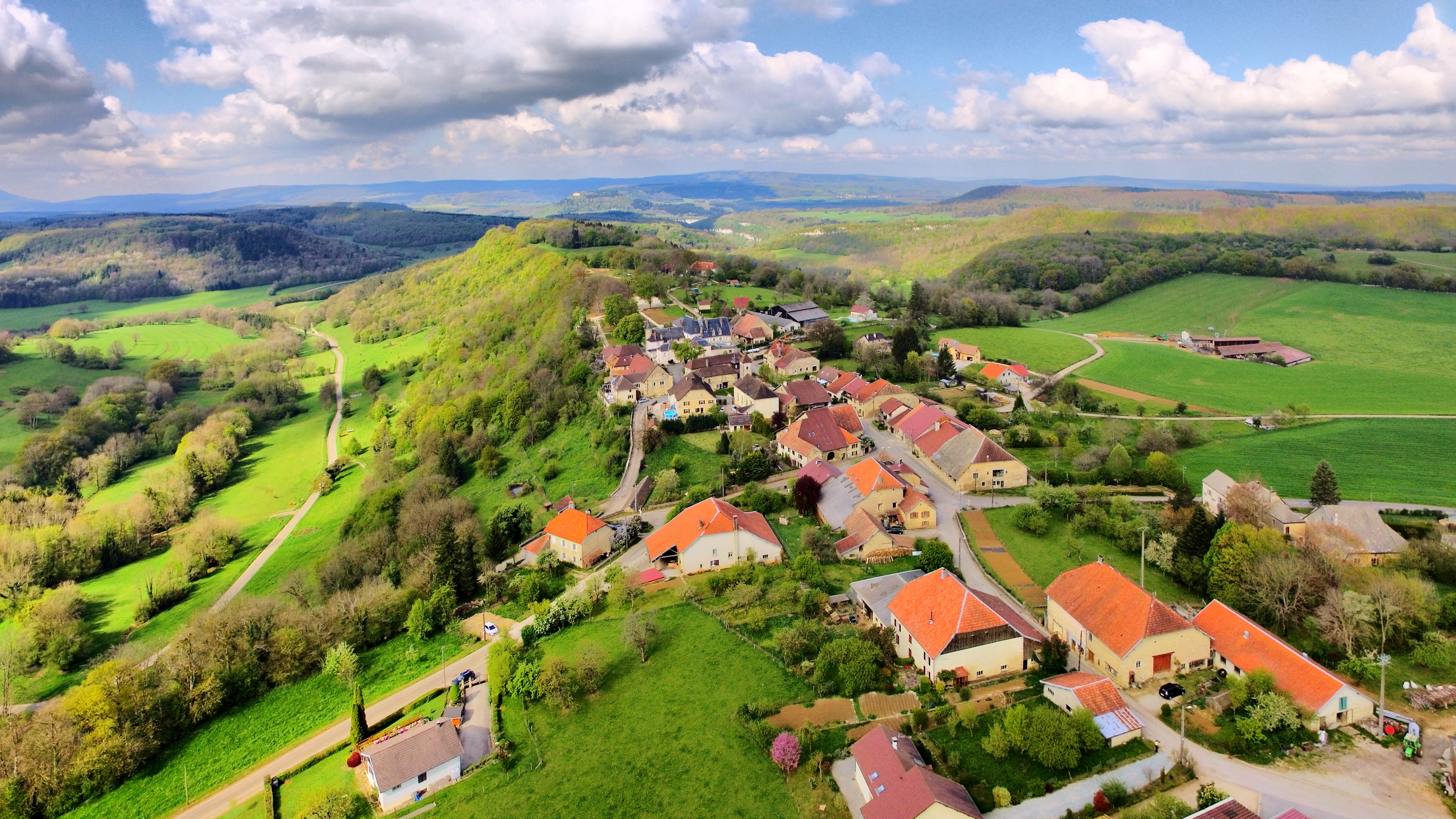
Le village sur son promontoire.

### Climat
Pour des articles plus généraux, voir Climat de la Bourgogne-Franche-Comté et Climat du Doubs.
En 2010, le climat de la commune est de type climat de montagne, selon une étude du Centre national de la recherche scientifique s'appuyant sur une série de données couvrant la période 1971-2000. En 2020, Météo-France publie une typologie des climats de la France métropolitaine dans laquelle la commune est exposée à un climat semi-continental et est dans la région climatique Jura, caractérisée par une forte pluviométrie en toutes saisons (1 000 à 1 500 mm/an), des hivers rigoureux et un ensoleillement médiocre.
Pour la période 1971-2000, la température annuelle moyenne est de 9,5 °C, avec une amplitude thermique annuelle de 16,9 °C. Le cumul annuel moyen de précipitations est de 1 324 mm, avec 13,5 jours de précipitations en janvier et 10 jours en juillet. Pour la période 1991-2020, la température moyenne annuelle observée sur la station météorologique de Météo-France la plus proche, « Coulans », sur la commune d'Éternoz à 7 km à vol d'oiseau, est de 10,5 °C et le cumul annuel moyen de précipitations est de 1 259,2 mm. 
La température maximale relevée sur cette station est de 38,7 °C, atteinte le 24 août 2023 ; la température minimale est de −18,9 °C, atteinte le 20 décembre 2009,,.
Les paramètres climatiques de la commune ont été estimés pour le milieu du siècle (2041-2070) selon différents scénarios d'émission de gaz à effet de serre à partir des nouvelles projections climatiques de référence DRIAS-2020. Ils sont consultables sur un site dédié publié par Météo-France en novembre 2022.

## Urbanisme

### Typologie
Au 1er janvier 2024, Amondans est catégorisée commune rurale à habitat dispersé, selon la nouvelle grille communale de densité à 7 niveaux définie par l'Insee en 2022.
Elle est située hors unité urbaine. Par ailleurs la commune fait partie de l'aire d'attraction de Besançon, dont elle est une commune de la couronne,. Cette aire, qui regroupe 310 communes, est catégorisée dans les aires de 200 000 à moins de 700 000 habitants,.

### Occupation des sols
L'occupation des sols de la commune, telle qu'elle ressort de la base de données européenne d’occupation biophysique des sols Corine Land Cover (CLC), est marquée par l'importance des forêts et milieux semi-naturels (55,9 % en 2018), une proportion identique à celle de 1990 (55,9 %). La répartition détaillée en 2018 est la suivante : 
forêts (55,9 %), zones agricoles hétérogènes (35,2 %), prairies (8,9 %). L'évolution de l’occupation des sols de la commune et de ses infrastructures peut être observée sur les différentes représentations cartographiques du territoire : la carte de Cassini (XVIIIe siècle), la carte d'état-major (1820-1866) et les cartes ou photos aériennes de l'IGN pour la période actuelle (1950 à aujourd'hui).

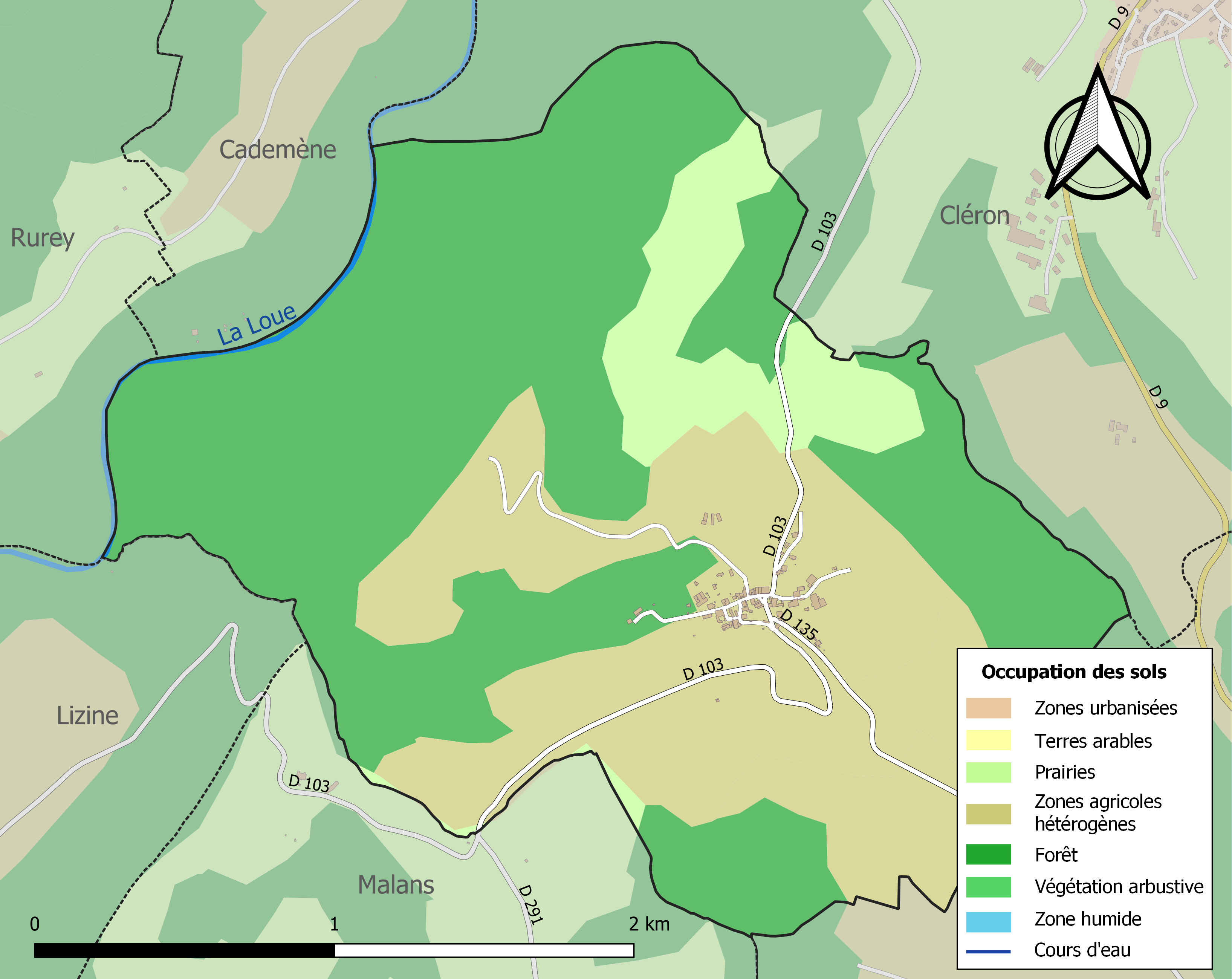
Carte des infrastructures et de l'occupation des sols de la commune en 2018 (CLC).

## Toponymie
Amondans en 1249 ; Emondans en 1264 ; Amondans depuis 1278.

## Politique et administration

### Liste des maires
| Période                                  | Période                     | Identité                                    | Étiquette | Qualité   |
| ---------------------------------------- | --------------------------- | ------------------------------------------- | --------- | --------- |
| mars 1947                                | mars 1965                   | Joseph Cuenin                               |           |           |
| avant 1995                               | ?                           | Robert Mille                                |           |           |
| mars 2008                                | 2014                        | Michel Bargetzy                             |           |           |
| mars 2014                                | En cours (au 1er juin 2020) | Serge Monnet Réélu pour le mandat 2020-2026 | SE        | Ingénieur |
| Les données manquantes sont à compléter. |                             |                                             |           |           |

## Démographie
Les habitants sont appelés les Amondanais.

L'évolution du nombre d'habitants est connue à travers les recensements de la population effectués dans la commune depuis 1793. Pour les communes de moins de 10 000 habitants, une enquête de recensement portant sur toute la population est réalisée tous les cinq ans, les populations de référence des années intermédiaires étant quant à elles estimées par interpolation ou extrapolation. Pour la commune, le premier recensement exhaustif entrant dans le cadre du nouveau dispositif a été réalisé en 2006.

En 2022, la commune comptait 86 habitants, en évolution de −3,37 % par rapport à 2016 (Doubs : +1,88 %, France hors Mayotte : +2,11 %).
| 1793 | 1800 | 1806 | 1821 | 1831 | 1836 | 1841 | 1846 | 1851 |
| ---- | ---- | ---- | ---- | ---- | ---- | ---- | ---- | ---- |
| 204  | 228  | 256  | 238  | 221  | 233  | 238  | 220  | 239  |

| 1856 | 1861 | 1866 | 1872 | 1876 | 1881 | 1886 | 1891 | 1896 |
| ---- | ---- | ---- | ---- | ---- | ---- | ---- | ---- | ---- |
| 231  | 198  | 223  | 237  | 244  | 219  | 206  | 204  | 195  |

| 1901 | 1906 | 1911 | 1921 | 1926 | 1931 | 1936 | 1946 | 1954 |
| ---- | ---- | ---- | ---- | ---- | ---- | ---- | ---- | ---- |
| 185  | 185  | 160  | 155  | 158  | 146  | 143  | 109  | 103  |

| 1962 | 1968 | 1975 | 1982 | 1990 | 1999 | 2006 | 2011 | 2016 |
| ---- | ---- | ---- | ---- | ---- | ---- | ---- | ---- | ---- |
| 84   | 79   | 67   | 61   | 77   | 96   | 87   | 92   | 89   |

| 2021 | 2022 | - | - | - | - | - | - | - |
| ---- | ---- | - | - | - | - | - | - | - |
| 88   | 86   | - | - | - | - | - | - | - |

## Culture locale et patrimoine

### Lieux et monuments
- L'ancien château a été construit aux XVIe et XVIIe siècles par la famille de Montrichard. Il a subi de nombreuses transformations mais conserve quelques éléments de son ancienne architecture, dont une tourelle d'angle.
- Le château d'Amondans fut, au début du XIXe siècle, la propriété de Jean Claude du Ban de Cressia (1775-1849), puis de sa fille Charlotte (1807-1873), religieuse du Sacré Cœur à Besançon. Cette dernière en fit donation à sa cousine Antoinette Vernier de Byans (1812-1877), femme d'un inspecteur des Postes : Justin Thévenin (1807-1871). Le seul fils survivant (sur 4) de Mme Thévenin, le commandant Henri Thévenin, le tint jusqu'à la fin de la Première Guerre mondiale. Les deux filles du militaire se partagèrent alors le château : la première était l'épouse de Louis Pommery. Ce n'est qu'au début des années 1960 que les Automobiles Peugeot achetèrent la magnifique bâtisse pour en faire une colonie de vacances. Plus tardivement, un couple de restaurateurs Pascale et Frédéric Médigue en firent un haut lieu international de la gastronomie française, une école de cuisine (organisation de repas pour l'ONU) puis obtinrent une étoile au guide Michelin. Depuis peu, le château reprend vie en devenant un lieu d'événements, ouvert à qui cherche un site exceptionnel pour organiser une fête ou un moment de travail. 9, rue Louise-Pommery.
- L'église dédiée à l'Immaculée Conception, a été édifiée en 1805 et elle comporte une inscription commémorant la pose de la première pierre le 2 décembre, jour de la bataille d'Austerlitz. Se trouvent dans cette église un maître-autel et un tabernacle tournant en bois doré et polychrome. Ils datent du XVIIIe siècle et début du XIXe siècle. Se trouvent aussi, des dalles commémoratives de 1805 et 1806, en pierre.
- Une plaque de ceinture qui se trouve actuellement au Musée des beaux-arts de Besançon, datant de 620 à 550 av. J.-C., faite de bronze.
- La tourelle de l'ancien château datant du XVIe siècle, se situe rue de l'Église.
- L'ancienne ferme construite à la fin du XVIIIe siècle ou au XIXe siècle, située 3, Grande-Rue.
- Le linteau de la fromagerie datant de 1846, en calcaire, au 2, Grande-Rue.
- La mairie-presbytère construite au XIXe siècle, en moellon et calcaire de taille, située rue de l'Église.
- Le lavoir-abreuvoir construit par Victor Baille vers 1850 ou 1822 et 1885, en calcaire et lauze, situé r de Malans.
- L'ancienne école de jeunes filles, datant de 1851, située 2, rue de l'École.
- La Vierge de 1866, de l'atelier J.-J. Ducel, en fonte.
- La stèle de Lucien Cornu de 1883, fabriquée en calcaire, située route de Fertans.
- La Cascade de l'Adhuy située en bas du village, à proximité de la route de Malans (Doubs).
- Le Canyon d'Amondans[21] très connu pour l'initiation à la descente de canyon, se terminant dans une grande vasque appelée la Gouille Noire.

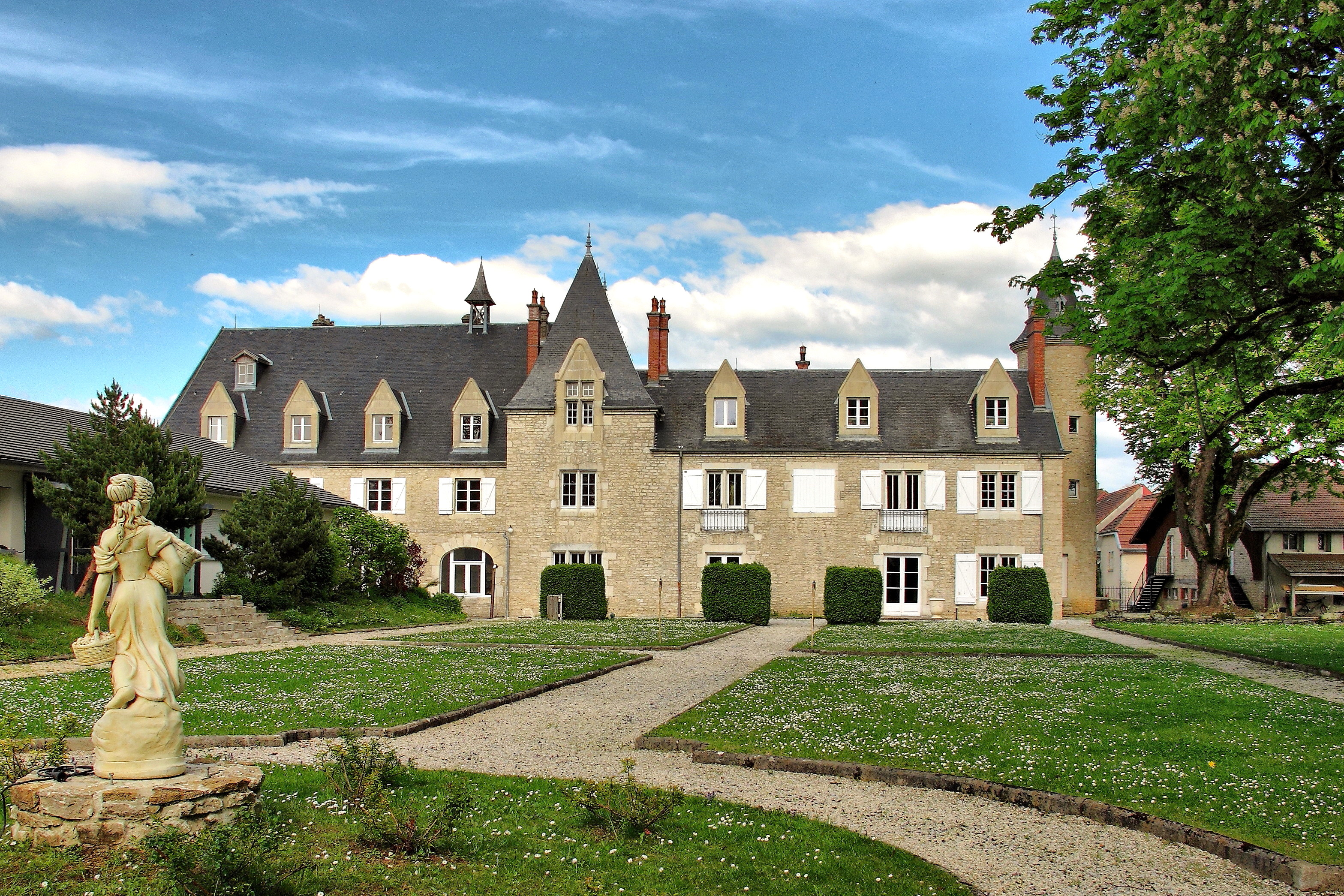
Le château.
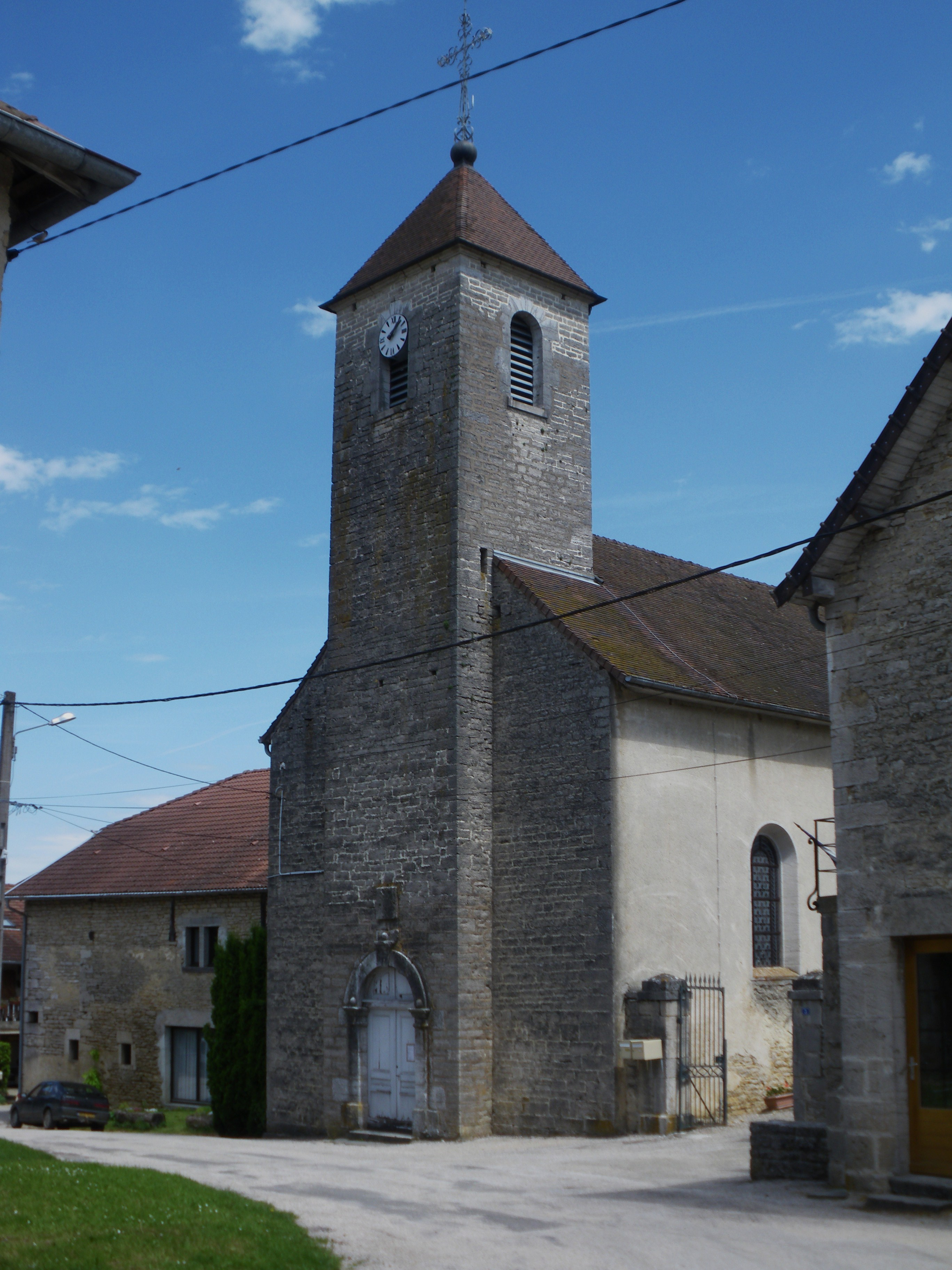
L'église.
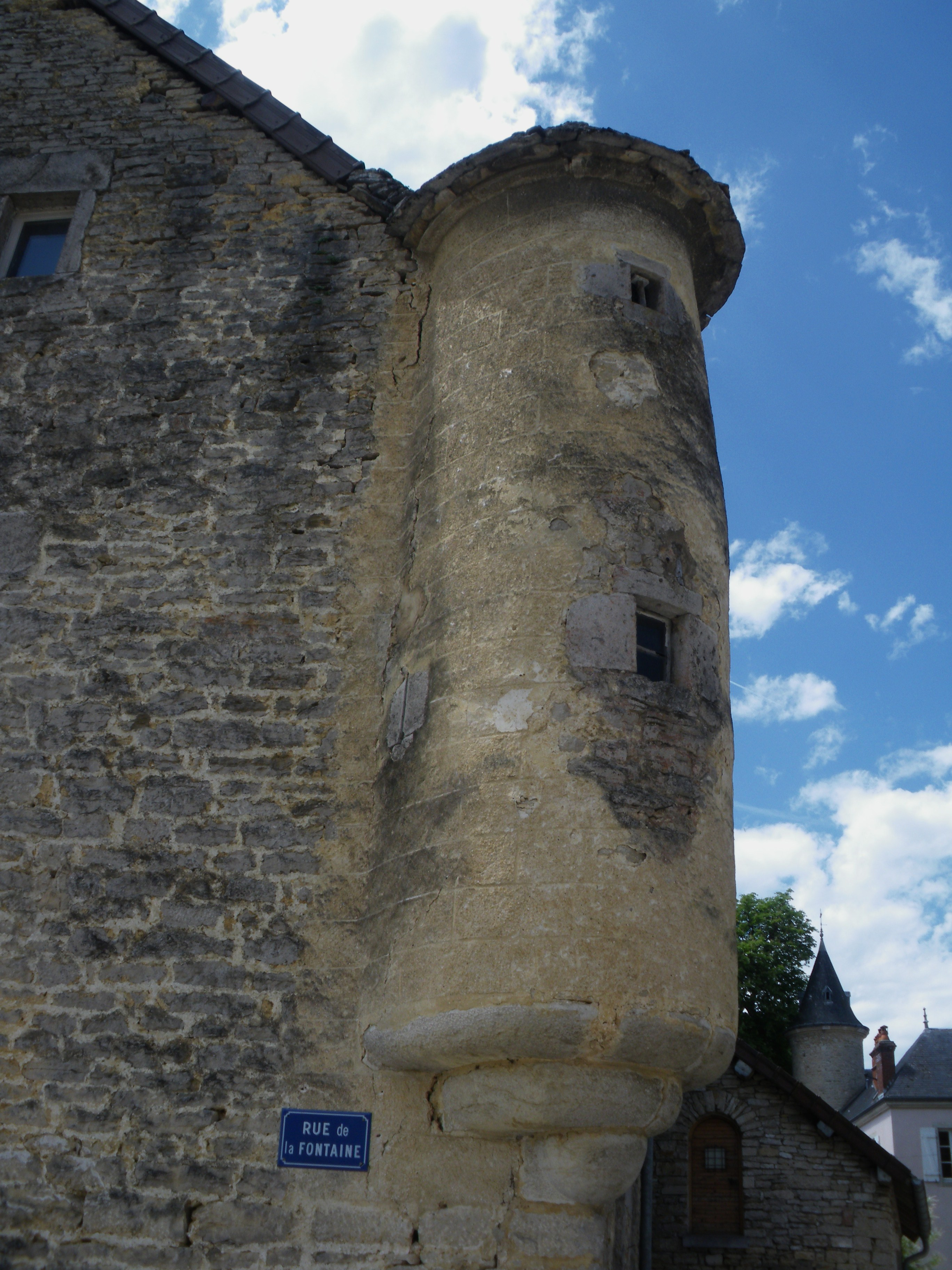
Tourelle de l'ancien château.
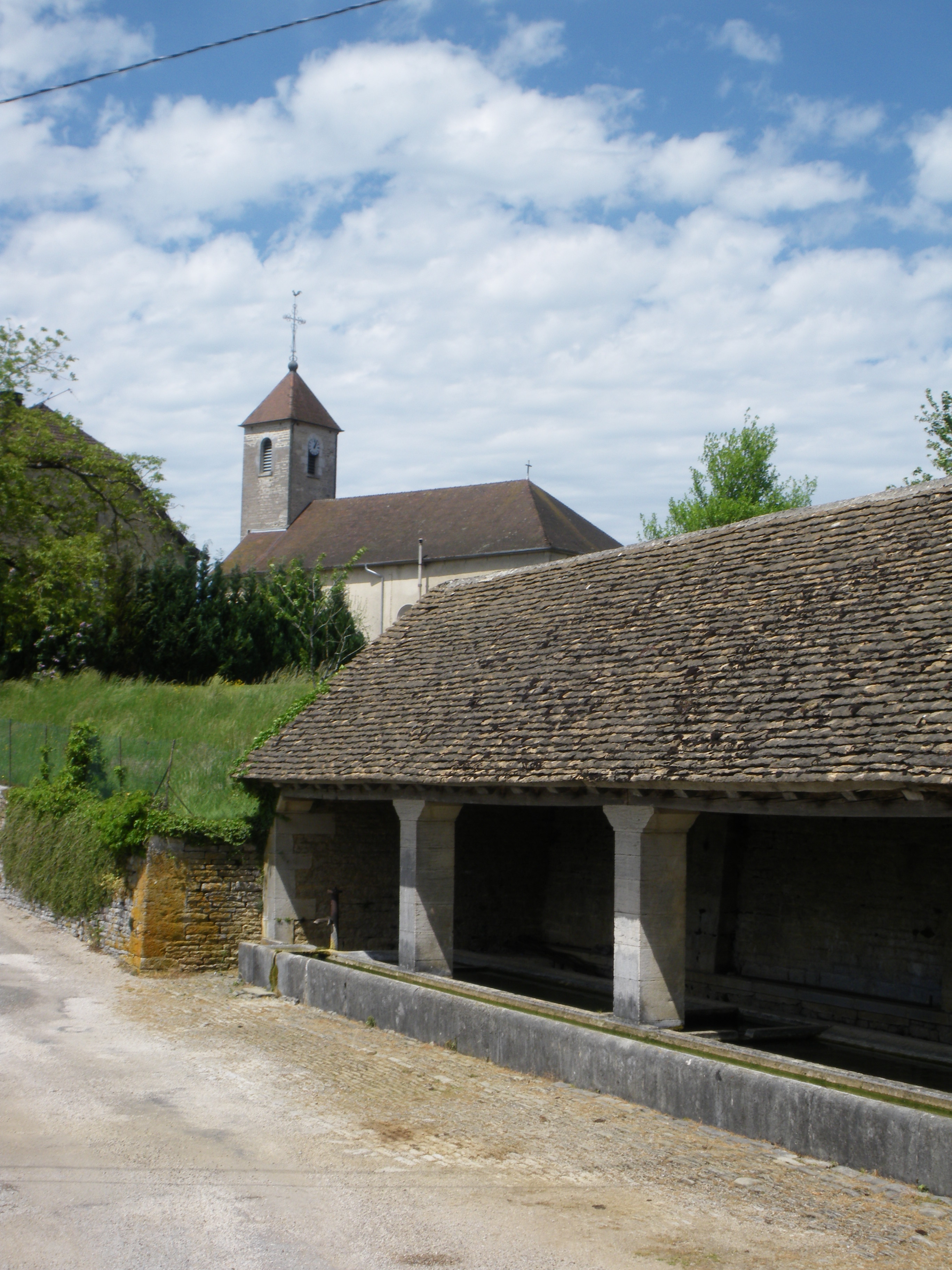
Le lavoir et l'église.
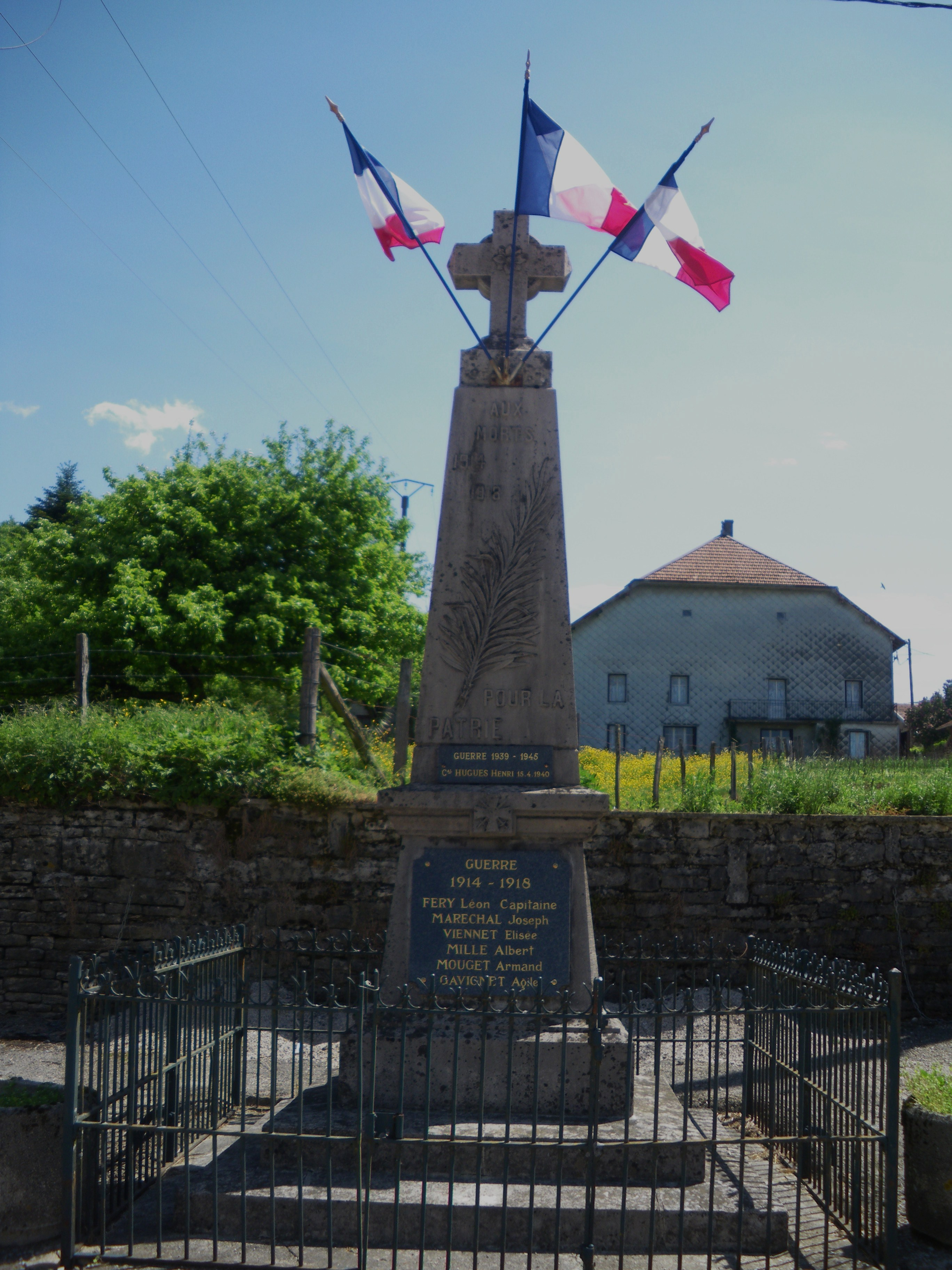
Le monument aux morts.

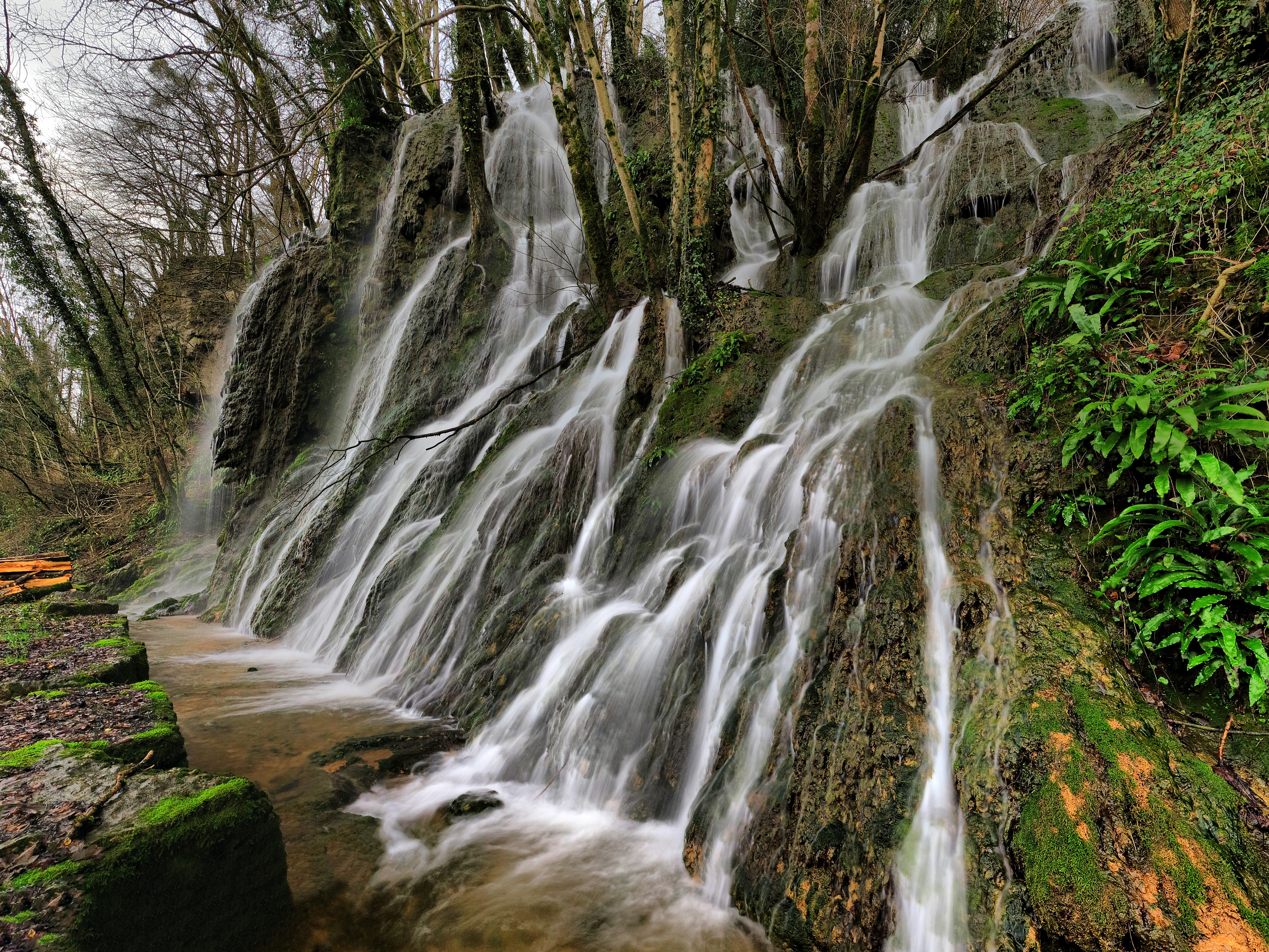
La cascade de l'Adhuy.
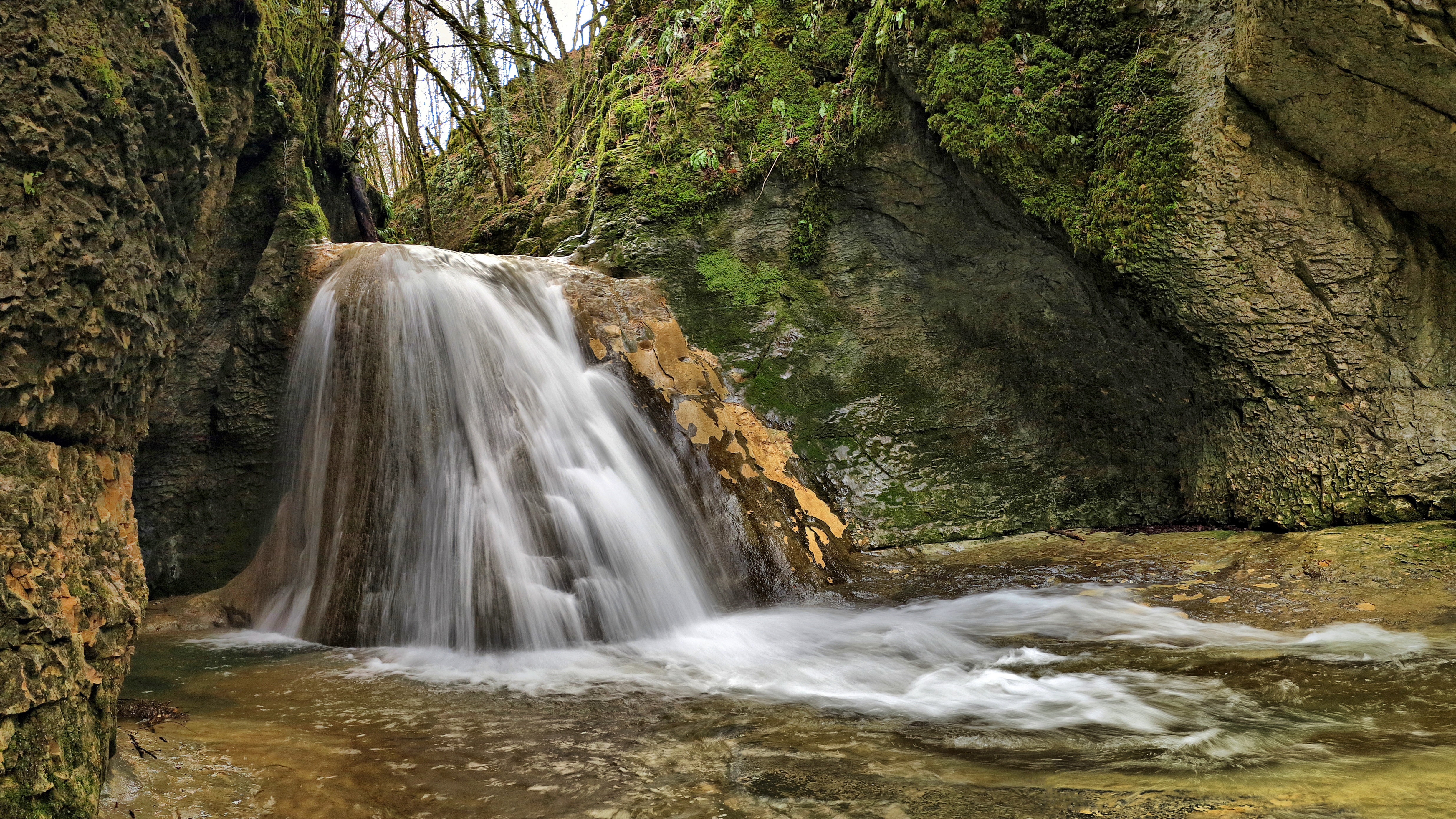
Cascade médiane du canyon d'Amondans.
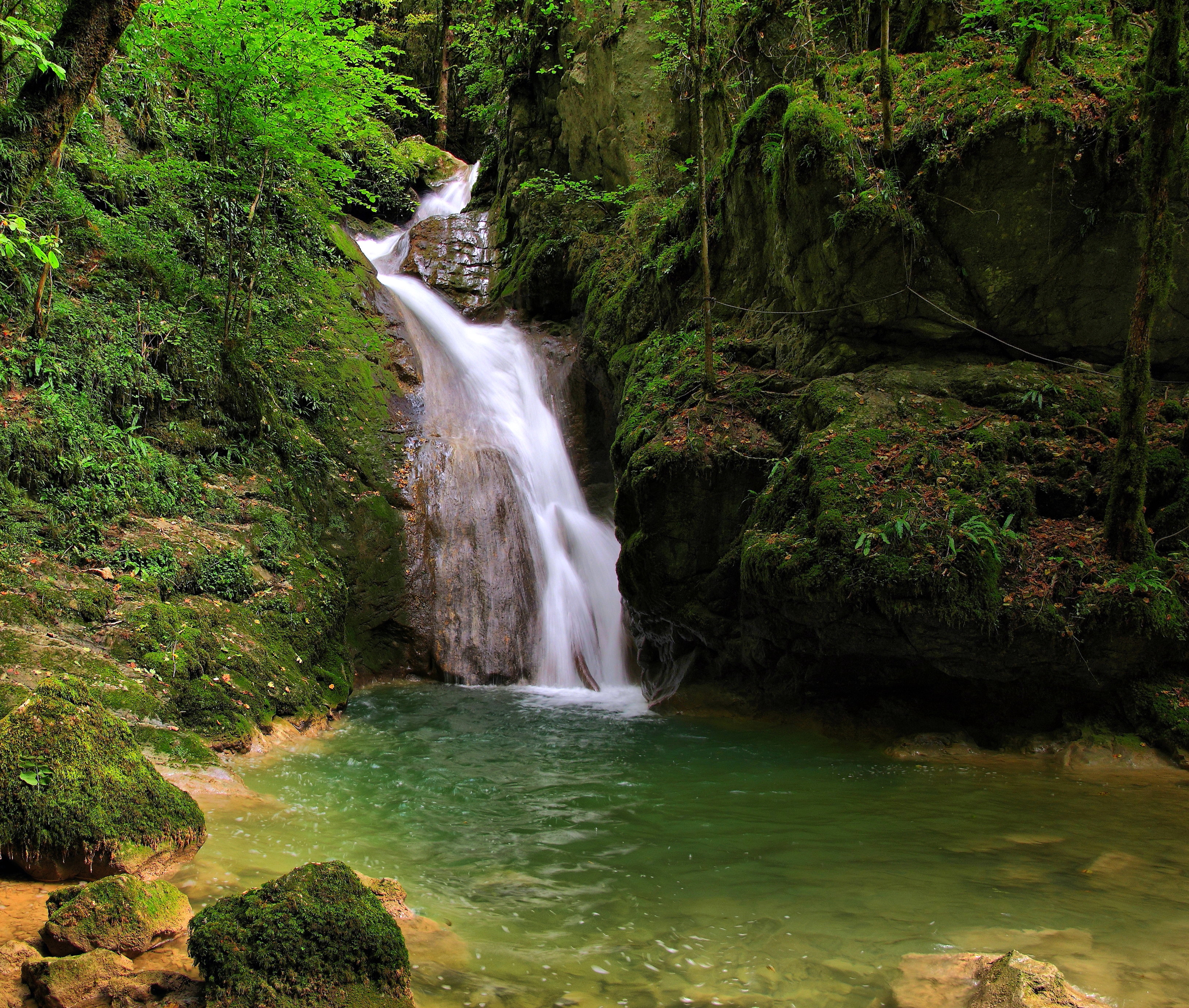
La grande cascade du canyon d'Amondans et la Gouille Noire.

### Personnalités liées à la commune
- Napoléon Coste (1805 - 1883), grand guitariste et compositeur romantique français, né à Amondans.